# Nicolas Joseph Ducellier
Pour les articles homonymes, voir Ducellier.
Nicolas Joseph Ducellier, né le 25 octobre 1750 à Bapaume (Pas-de-Calais), mort le 21 décembre 1831 à Douai (Nord), est un général français de la révolution et de l’Empire.

## États de service
Il est nommé chef de brigade le 7 décembre 1793 du 9e régiment d’artillerie. Le 30 août 1794, il prend le commandement de Valenciennes. Il sert à l’armée du nord de 1792 à 1796.  
Il est promu général de brigade provisoire le 12 février 1795, et il est confirmé dans son grade le 27 septembre 1795. Le 3 octobre 1795, il rejoint l’Armée de Rhin-et-Moselle. Il est réformé le 9 novembre 1796. 
Le 12 septembre 1797, il commande Valenciennes, et il est de nouveau réformé le 27 novembre 1799. Remis en activité le 6 septembre 1809, il prend le commandement d’une brigade de la garde nationale.
Il est admis à la retraite le 6 juin 1811. 
Il est le beau-frère du conventionnel Pierre Joseph Duhem.

## Sources
- (en) « Generals Who Served in the French Army during the Period 1789 - 1814: Eberle to Exelmans »
- Thierry Pouliquen, « Les généraux français et étrangers ayant servis [sic] dans la Grande Armée » (consulté le 16 septembre 2013)
- (pl) « Napoléon.org.pl »